# みづきたけひと
みづき たけひと（6月1日 - ）は、日本の漫画家。血液型はA型。同人サークル「観月堂」を主宰している。
複数の少年漫画雑誌でラブコメ作品を執筆しており、代表作『こはるびより』（『電撃萌王』連載）は2007年にOVA化されている。

## 作品リスト

### 漫画
- こはるびより（アスキー・メディアワークス『電撃萌王』連載）
- おとまりHONEY（秋田書店『チャンピオンRED いちご』連載）
- かおすへっどH（ひーたっぷ）（原作：ニトロプラス×5pb.、ジャイブ『月刊コミックラッシュ』連載）
- りあるる（『ビジュアルスタイル』連載）
- 女神さまの愛がぐいぐいくる（KADOKAWA『電撃萌王』連載）

### 挿絵
- ハカナさんがきた!（織田兄第・作、ホビージャパン・HJ文庫）

### 表紙イラスト
- 電撃萌王
  - 2007年6月号[3]
  - 2007年12月号[4][5]
- 電撃帝王 Vol.10[6]

### CDジャケット
- 『こはるびより』ドラマCD[7]

### コラム
- みづきたけひとのわたしのおよめさん（『GAME JAPAN』連載）